# سوزان موادي دراج
سوزان معادي دراج هي كاتبة عربية أمريكية. كتبت العديد من المقالات عن العرب وعن النساء العربيات الأمريكينيات وعن النسوية, بالإضافة إلي مجموعة من القصص القصيرة تسمي وراثة المنفى التي ربحت العديد من الجوائز. آخر كتاب لها من القصص القصيرة , أرض فضولية: قصص من البيت , ربح جائزة جريس بالي للقصة القصيرة ‏ و تم وضعه في القائمة القصيرة لجائزة فلسطين للكتاب عام  2016

## قائمة المراجع
- أرض فضولية: قصص من البيت (مجموعة قصصية ). مطبعة جامعة ماساتشوستس، أكتوبر2015
- نهج تدريس أعمال نجيب محفوظ (محررة). جمعية اللغات الحديثة الأمريكية,2012
- اننا سوي  [لغات أخرى]‏. اينفوبيز للنشر، 2009
- وراثة المنفى: قصص من جنوب فيلي (مجموعة قصصية). مطبعة جامعة نوتر دام،2007
- تراث شهرزاد : العرب وأصوات نساء عربيات أمريكانيات عن الكتابة (محررة) . ناشرين بريغر، أغسطس 2004
- نساء في السياسة: الملكة نور . تشيلسي هاوس للنشر، فبراير 2014
- نساء في الطب: ماري إليزا ماهوني. تشيلسي هاوس للنشر، سبتمبر 2004
- حياة جون كينيدي . تشيلسي هاوس للنشر، أكتوبر 2003

## وصلات خارجية
- - Official web site
  - "Susan Muaddi Darraj". Arab Women Writers. مؤرشف من الأصل في 2019-12-08. اطلع عليه بتاريخ 2011-10-29.
  - "Understanding the Other Sister: The Case of Arab Feminism". Monthly Review. 29 سبتمبر 2011. مؤرشف من الأصل في 2019-08-15. اطلع عليه بتاريخ 2011-10-29.
  - "Remade in America: Parkville Writer's Short Story Collection Explores Adult Lives Of Immigrants' Children". Baltimore City Paper. مؤرشف من الأصل في 2019-12-08. اطلع عليه بتاريخ 2011-10-29.
  - "Concerning Craft: Susan Muaddi Darraj". Little Patuxent Review. 12 أبريل 2011. مؤرشف من الأصل في 2016-08-27. اطلع عليه بتاريخ 2011-10-29.